# 프랑스령 인도
프랑스령 인도(프랑스어: Inde française, 정식적으로는 Établissements français dans l'Inde, 영어: French India)는 당초 프랑스 동인도 회사의 상관(商館)이 놓여 있던 인도 아대륙의 지리적으로 떨어진 5개의 징검지로 이루어진 프랑스의 식민지였다. 그것들은 1950년과 1954년에 '사실상' 인도 공화국에 편입되었다. 비지는 코로만델 해안 위의 퐁디셰리, 카라이칼, 야나온(안드라프라데시주), 말라바르 해안 위의 마에, 그리고 벵골의 찬다나가르였다. 프랑스는 다른 마을 가운데 몇몇 로지(작은 보조무역소)도 소유하고 있었지만 1816년 이후 영국은 이들에 대한 프랑스의 주장을 모두 부인해 프랑스가 재점령하지는 않았다.
1950년까지, 총 면적은 510 km2 (200 mi2)으로 측정되었으며, 그 중 293 km2 (113 mi2)는 푸두체리에 속해 있었다. 1936년에는 식민지의 인구가 총 298,851명에 달했고, 그 중 63%(187,870명)는 푸두체리에 살고 있었다.

## 같이 보기
- 인도 제국
- 덴마크령 인도
- 포르투갈령 인도

## 참고 문헌
- Sudipta Das (1992). Myths and realities of French imperialism in India, 1763–1783. New York: P. Lang. ISBN 0820416762. 459pp.